# Karl Gabriel Nowack
Karl Gabriel Nowack (* 8. Januar 1807 in Brieg, Provinz Schlesien; † 14. Januar 1883 in Breslau, Provinz Schlesien) war ein schlesischer Biograf und Bibliograf.

## Leben
Nowack erhielt seine Schulbildung in Leobschütz und Gleiwitz. Er studierte an der Universität Breslau Philologie. Auf Empfehlung von Franz Passow (1786–1833) erhielt er noch während seines Studiums eine Anstellung als Amanuensis in der Königlichen und Universitätsbibliothek. Von 1828 bis 1831 gehörte er dem philologischen Seminar an. Im letzten Semester seines Studiums war er auch Lehrer am technischen Institut von Dr. Jahn. In den Jahren 1834 und 1835 war er interimistischer Lehrer an der Königlichen Divisionsschule. Ab 1836 war er Mitglied der Schlesischen Gesellschaft für vaterländische Kultur. Er war mehrjähriger Mitarbeiter für die Schlesischen Provinzialblätter und für das „Literaturblatt von und für Schlesien“. Für Erstere leitete er selbständig von 1845 bis 1849 die Herausgabe.

## Werke (Hauptwerk)
- Schlesisches Schriftsteller-Lexikon oder bio-bibliographisches Verzeichniß der im zweiten Viertel des 19. Jahrhunderts lebenden schlesischen Schriftsteller, Breslau  1836–1843
  - Heft 1 Digitalisat in der Russischen Staatsbibliothek
  - Heft 2 Digitalisat in der Russischen Staatsbibliothek
  - Heft 3 Digitalisat in der Russischen Staatsbibliothek
  - Heft 4 Digitalisat in der Russischen Staatsbibliothek
  - Heft 5 Digitalisat in der Russischen Staatsbibliothek
  - Heft 6 Digitalisat in der Russischen Staatsbibliothek

- Alternative Digitalisate des Münchener DigitalisierungsZentrums:
  - Heft 1 Digitalisat MDZ
  - Heft 2 Digitalisat MDZ
  - Heft 3 Digitalisat MDZ
  - Heft 4 Digitalisat MDZ
  - Heft 5 Digitalisat MDZ
  - Heft 6 Digitalisat MDZ